# Hatululi (Ort)
Hatululi ist ein osttimoresischer Ort im Suco Loidahar (Verwaltungsamt Liquiçá, Gemeinde Liquiçá). Das Zentrum des Dorfes liegt im äußersten Nordosten der Aldeia Hatululi in einer Meereshöhe von 671 m, direkt an der östlichen Grenze zum Suco Dato und der nördlichen Grenze zur Aldeia Manucol-Hata. Der Ortskern liegt entlang der Spitze des Bergkamms. Dem Kamm folgt eine Straße. Die Häuser reihen sich auf der Ostseite der Straße auf. Nach Süden liegen weit verstreut viele einzeln stehende Häuser. Nördlich befinden sich die Orte Manucol-Hata, Cotalara und Soatala.
In Hatulluli steht das Hospital des Sucos Loidahar.